# Sluci, Volociîsk
Sluci (în ucraineană Случ) este un sat în comuna Ciuheli din raionul Volociîsk, regiunea Hmelnîțkîi, Ucraina.

## Demografie
Componența lingvistică a localității Sluci
     Ucraineană (96,88%)
     Rusă (3,13%)
Conform recensământului din 2001, majoritatea populației localității Sluci era vorbitoare de ucraineană (96,88%), existând în minoritate și vorbitori de rusă (3,13%).